# La Serratella
La Serratella (spanisch Sarratella) ist eine Gemeinde (municipio) in Ostspanien. La Serratella hat 113 Einwohner (Stand: 2024). 

## Lage
La Serratella liegt etwa 42 Kilometer nordnordöstlich von Castellón de la Plana und etwa 100 Kilometer nordnordöstlich von Valencia in einer Höhe von ca. 780 m.

## Bevölkerungsentwicklung
| Jahr      | 1900 | 1950 | 1970 | 1981 | 1991 | 2001 | 2011 | 2021 |
| Einwohner | 812  | 357  | 230  | 167  | 114  | 93   | 99   | 93   |

## Sehenswürdigkeiten

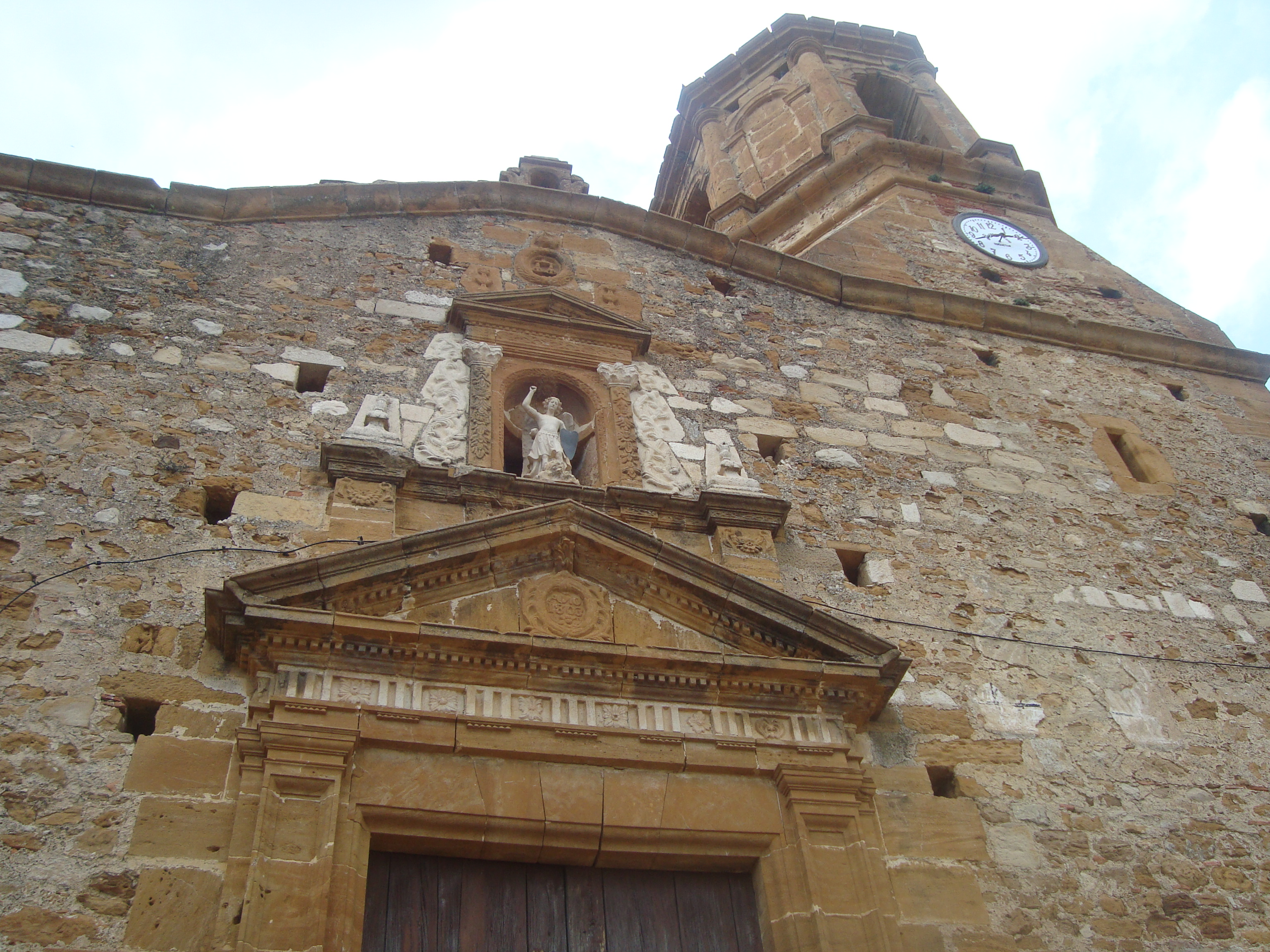
Michaeliskirche
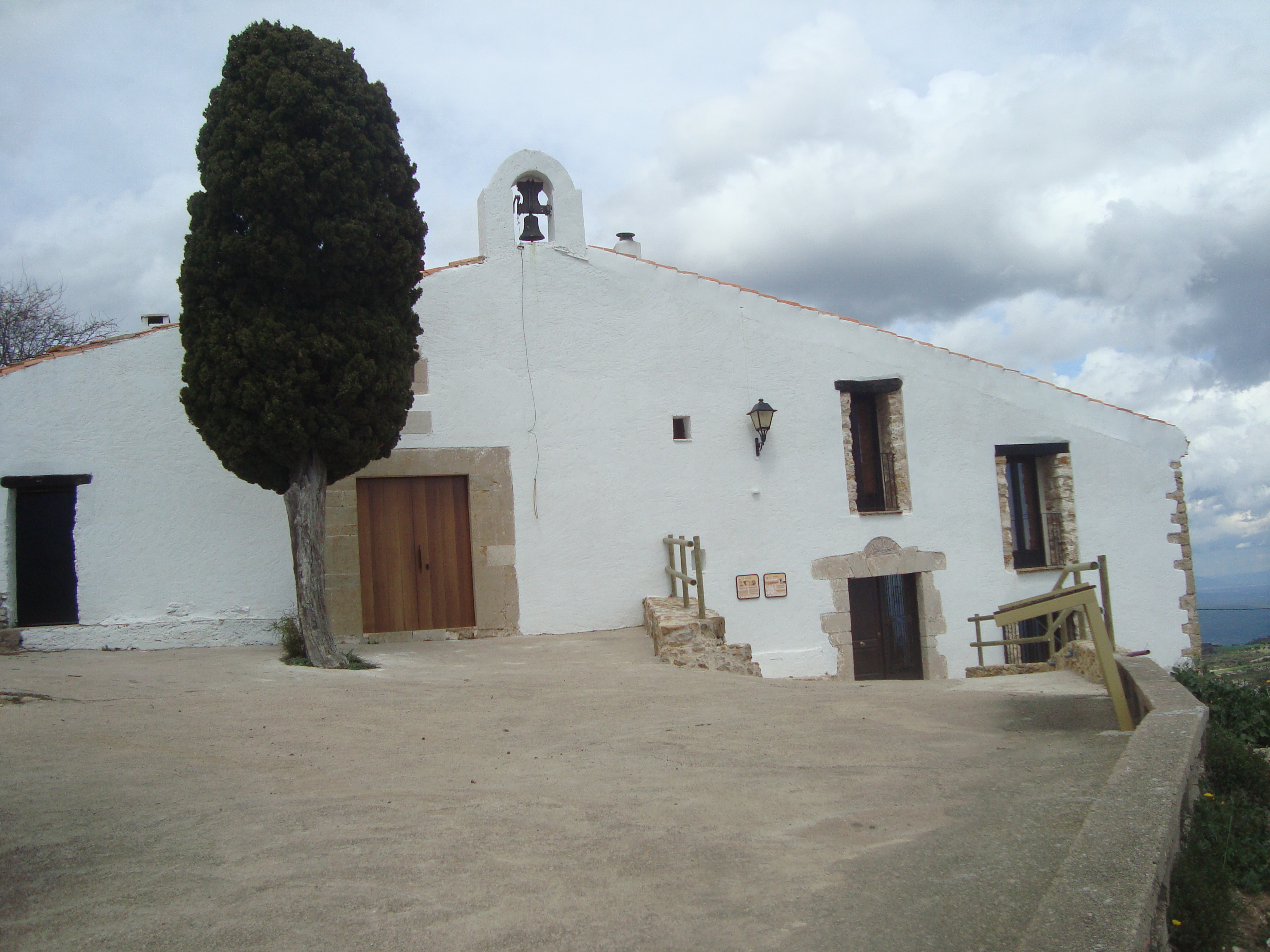
Johanniskapelle
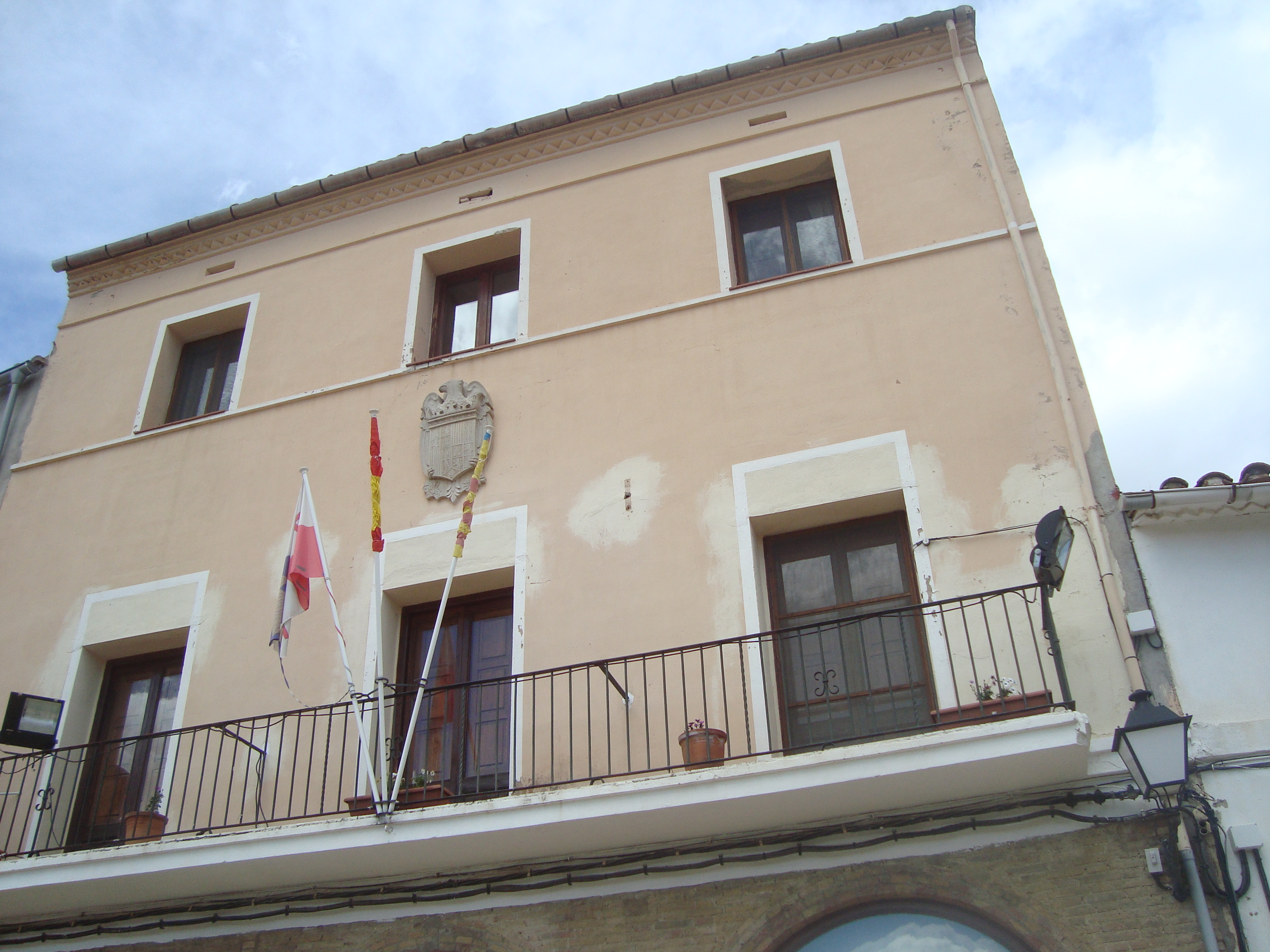
Rathaus

- Michaeliskirche
- Johanniskapelle
- Rathaus